# Porto-Novo
Porto-Novo je mesto v Beninu in glavno mesto te zahodnoafriške države. Leži na jugovzhodu Benina ob obsežni laguni Gvinejskega zaliva, približno 30 km vzhodno od največjega mesta Cotonou, kjer se nahaja sedež beninske vlade. S približno 250.000 prebivalci je tretje največje mesto v državi.
Poleg Cotonoua je eno od administrativnih središč države. Dolgo obdobje trgovine s sužnji, ki je cvetela v mestu, se še danes odraža v njegovi multikulturni sestavi, s potomci množice afriških ljudstev, Evropejcev in Brazilcev, ter kolonialni arhitekturi z različnimi vplivi (predvsem portugalskimi). Staro mestno jedro z nekdanjo kraljevo palačo iz tega časa je na poskusnem seznamu Unescove svetovne kulturne dediščine. Ko je trgovina s sužnji zamrla, se je mestno gospodarstvo preusmerilo v trgovanje s kmetijskimi pridelki, zlasti bombažem in palmovim oljem, leta 1968 pa so v morju pred obalo Porto-Nova odkrili nafto, ki je v 1990. letih postala glavni beninski izvoz.
Večina industrije je skoncentrirana v bližnjem Cotonouju, ki je v vseh pogledih razvitejše in živahnejše naselje. Z njim ga povezujeta železnica in cesta, na vzhodni strani pa ima cestno povezavo z Lagosom v sosednji Nigeriji.

## Zgodovina
Pred ustanovitvijo je območju, kjer zdaj stoji Porto-Novo, vladalo ljudstvo Adža. Zaradi sporov sta prestolonaslednika zapustila takratno prestolnico Alado in eden od njiju je v 16. stoletju ustanovil Porto-Novo, sprva imenovan Hogbonu in nato Ajaše. Zaradi lege ob morju je bilo privlačno za tuje trgovce in se začelo razvijati, zaradi česar ga je osvojil kralj ljudstva Ojo, ki mu je mesto odtlej moralo plačevati davek. V 1770. letih so se pojavili trgovci s sužnji, ki so jim lokalni vladarji pričeli prodajati ljudi iz notranjosti celine, in do leta 1776 je Porto-Novo (kot so ga takrat poimenovali Portugalci) postal najpomembnejše pristanišče daleč naokrog, do konca stoletja pa naj bi štel že 10.000 prebivalcev.
Po propadu kraljestva Ojo se nova mestna oblast ni zapletala v spore s sosedi. V 19. stoletju je sužnjelastništvo zamiralo, Porto-Novo pa je doživel kratkotrajen vzpon, saj je imel zaradi pritiska abolicionistov na druga mesta eno redkih preostalih pristanišč, kjer so lahko pretovarjali sužnje, predvsem pripadnike ljudstva Jorubov. Vendar se je mesto hitro prilagodilo novi situaciji in že kmalu se je tu naselila skupnost svobodnih črncev iz Sierra Leoneja. Prebivalstvo je bilo izrazito mešano, poleg Jorub in Fonov so v mestu živeli številni brazilski Afričani, ki so se vanj preselili po ukinitvi suženjstva v Braziliji, ter Evropejci različnih narodnosti, ki so ustanavljali krščanske misijone. Zaradi ranljivosti v odnosu do sosednjih kraljestev in Britancev so vladarji mesta sprejeli francosko zaščito, to pa je počasi pripeljalo do izgube politične avtonomije. Mesto je postalo prestolnica francoske kolonije Dahomej, kasneje vključene v Francosko Zahodno Afriko, po osamosvojitvi leta 1960 pa prestolnica Benina.

## Pobratena mesta
- Cergy, Francija